# Elecciones federales de Australia de 1958
El 22 de noviembre de 1958  se celebraron elecciones federales en Australia, en las que se renovaron la Cámara de Representantes y el Senado.

## Resultados

### Cámara de Representantes
|  | Partido                       | Votos     | %     | +/-   | Escaños | +/- |
|  | Partido Laborista Australiano | 2.137.890 | 42.81 | -1.82 | 45      | -2  |
|  | Partido Liberal de Australia  | 1.859.180 | 37.23 | -2.50 | 58      | +1  |
|  | Democratic Labor Party        | 469.723   | 9.41  | +4.24 | 0       | 0   |
|  | Partido Nacional del Campo    | 465.320   | 9.32  | +1.41 | 19      | +1  |
|  | Otros                         | 61.380    | 1.23  |       | 0       | 0   |
|  | Total                         | 4.993.493 |       |       | 122     |     |
|  | Coalición Liberal- Nacional   |           | 54.10 | -0.10 | 77      | +2  |
|  | Partido Laborista Australiano |           | 45.90 | +0.10 | 45      | -2  |

### Senado
|  | Partido                        | Votos     | %     | +/-    | Escaños ganados | Escaños totales |
|  | Partido Laborista Australiano  | 1.973.027 | 42.78 | +2.17  | 15              | 26              |
|  | Liberal/Nacional (Lista Única) | 1.077.586 | 23.36 | -16.02 | 9               | *               |
|  | Partido Liberal de Australia   | 953.856   | 20.68 | +12.02 | 6               | 25              |
|  | Democratic Labor Party         | 388.417   | 8.42  | +2.32  | 1               | 2               |
|  | Partido Comunista de Australia | 134.263   | 2.91  | -0.73  | 0               | 0               |
|  | Partido Nacional del Campo     | 52.751    | 1.14  | +0.52  | 1               | 7               |
|  | Independientes                 | 19.648    | 0.43  |        | 0               | 0               |
|  | Otros                          | 12.511    | 0.27  |        | 0               | 0               |
|  | Total                          | 4.612.059 |       |        | 32              | 60              |

- Datos: Q3586895